# Siosta gloriosa
Siosta gloriosa là một loài bướm đêm trong họ Geometridae.